# 베이커리

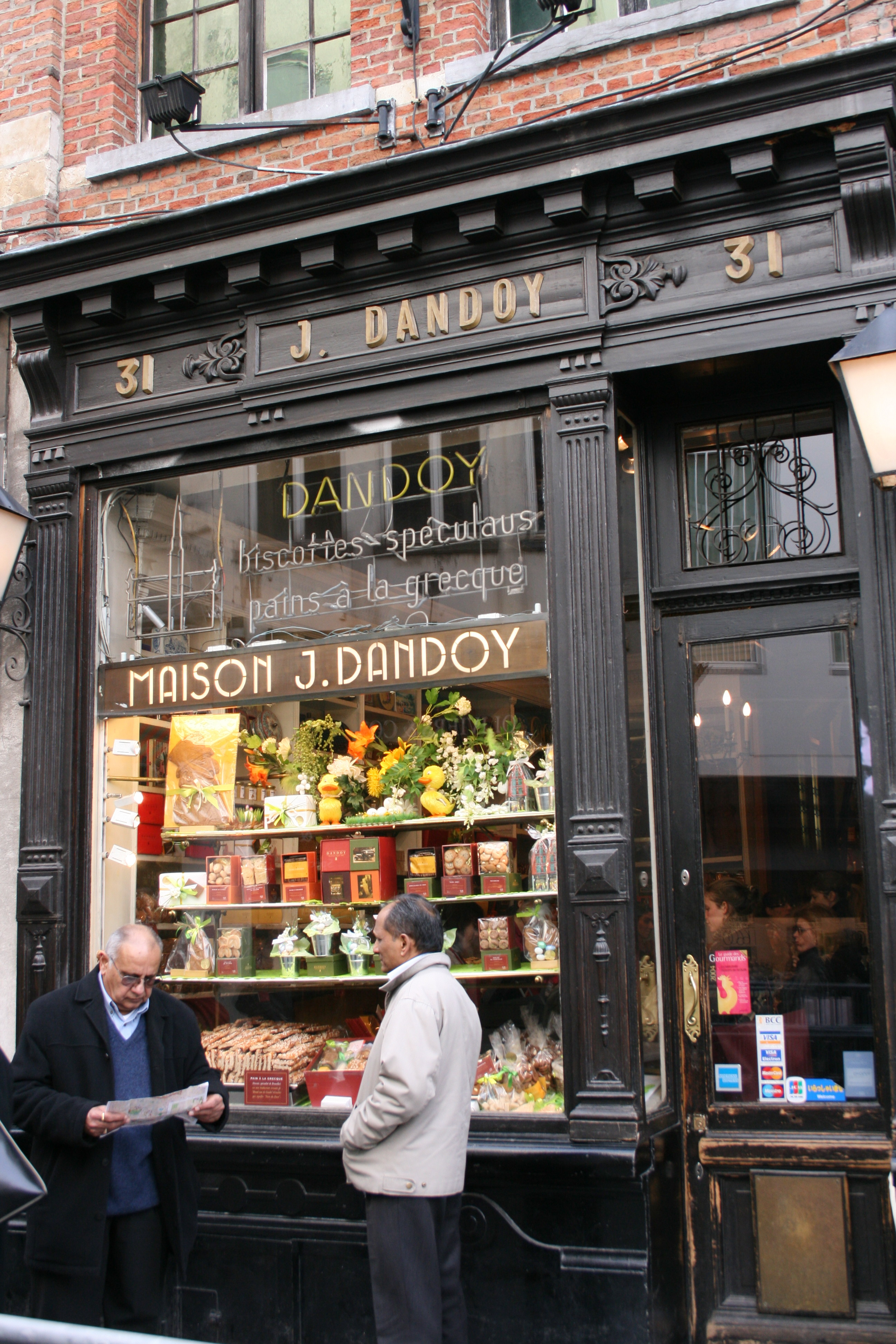
브뤼셀의 베이커리 가게

베이커리(bakery) 또는 제과점(製菓店), 빵집은 빵, 쿠키, 케이크 등 매장에서 갓 구워낸 제품을 판매하는 가게이다. 빵 종류 뿐만 아니라 음료, 아이스크림도 판매하고 있다. 대한민국에서는 1945년에 황해도 웅진에 상미당제과가, 1947년 서울에 영일당제과가 개업했다.

## 같이 보기
- 빵
- 빵 목록
- 제과사
- 제빵사
- 제과 명장
- 태극당
- 커피집
- 카페테리아
- 레스토랑